# 雞絲麵
雞絲麵（臺灣話： 或 ），一種源自台灣的傳統麵條，將外型細長的麵線，先製作為圓盤狀，經由油炸製成，以利於保存。顏色為金黃色，在熱水中煮過，加上配料，製成湯麵就可食用。因為煮開後的麵條形狀細長，類似於撕開的雞胸肉絲，因此得名。

## 概論
雞絲麵最早出現於台灣日治時期晚期，其起源不詳。伊府麵這種以油炸製作麵條的方式，在清治時期傳入台灣，形成油炸意麵。也出現經由烘焙以延長保存的紅麵線。雞絲麵的作法，結合了紅麵線與油炸意麵，1924年的餐廳菜單上，已經出現名為雞絲意麵的品項。1946年於彰化員林成立的清記冰果室，是在記錄中最早製作雞絲麵的商家，在1951年前後就開始公開販賣雞絲麵，其創辦人戴謝月鳳被認為是雞絲麵的發明者。在推出雞絲麵後，很快由農村傳至都市，出現在台灣各地。
製作方法最早是將傳統麵線，纏繞成圓盤狀，用豬油炸過，之後瀝油，風乾後保存。因為傳統麵線較粗，油炸時較不容易炸熟，不好控制火候，稍後改良為使用較細的麵線來製作。油炸原使用豬油，之後改為使用成本較低的植物油。製作時需要控制油溫，使麵條出現梅納反應，但不致於燒焦，麵體本身才能呈現恰好的金黃色。在瀝油後，約需要一天的時間以日曬方式曬乾，之後就可以包裝出售。
在食用時，在鍋中加入高湯、柴魚片、蒜頭酥或油蔥酥調味，再放入蛋以及簡單的蔬菜配料，或是再加上海鮮與火鍋料，與麵一同煮軟之後就可食用，常被用於鍋燒意麵與小火鍋中。因為麵條易於長時間保存，久煮不爛，煮成麵來食用的料理過程簡單，餐廳與一般家庭都可以輕鬆將它製作成美味食物，不需要特別的料理技巧，因此受到台灣各階層家庭的歡迎，在台灣各地流行。
缺點是易碎，保存期較短，不利於長途運輸與大規模生產。在泡麵出現後，雞絲麵的地位被取代。但在現今台灣各地仍然常見到這類麵食出現。

## 與泡麵的闗係
1958年，在日本提出泡麵專利的台灣屏東人張國文，以及東京的「大和通商」的陳榮泰。陳榮泰的泡麵製作方法與口味，與雞絲麵基本上完全相同。張國文製作的泡麵，與現代泡麵較接近，但也看得出與雞絲麵的相近之處。1960年取得泡麵製作專利的安藤百福，首次發售的商品雞湯拉麵，製作方法與口味也與雞絲麵接近。
這三位泡麵先驅皆來自台灣，由地緣與年代來看，皆熟悉雞絲麵的製作，因此可能是由雞絲麵啟發他們製作出泡麵。